# Сара (село, Кувандицький міський округ)
Са́ра (рос. Сара) — село у складі Кувандицького міського округу Оренбурзької області, Росія.

## Населення
Населення — 642 особи (2010; 893 у 2002).
Національний склад (станом на 2002 рік):
- росіяни — 81 %